# El conserje
El conserje (The Caretaker) es el sexto episodio de la octava temporada moderna de la serie británica de ciencia ficción Doctor Who, emitido el 27 de septiembre de 2014. Fue el episodio en el que se reveló a Danny Pink el secreto del Doctor y de sus viajes en el tiempo en la TARDIS.

## Argumento
Clara trata de compaginar como puede su doble vida, por un lado sus viajes con el Doctor, por el otro su relación con Danny y su trabajo de profesora. En la última aventura, el Doctor decide que Clara no vaya con él, y ella decide aprovechar para pasar más tiempo con Danny. Sin embargo, entra en shock cuando el Doctor se presenta en el instituto como el nuevo conserje, y no le tranquiliza el hecho de que el Doctor no le desmiente que la seguridad de los niños no está en peligro. Danny por su parte, comienza poco a poco a sospechar del Doctor al intuir que Clara le conoce y que le está ocultando algo. Mientras, oculto en un almacén cercano a la escuela, una extraña máquina mata a un policía con una sola ráfaga de disparos...

### Continuidad
El Coal Hill School es el colegio en el que estudiaba Susan Foreman al principio de la serie y donde daban clase Ian Chesterton y Barbara Wright, como se muestra en An Unearthly Child (1963). Después, aparecería esporádicamente a lo largo de la serie, y con más frecuencia a partir de El día del Doctor al ser el lugar de trabajo de Clara.
El Doctor vuelve a utilizar su alias de John Smith, que lleva utilizando desde The Wheel in Space (1967), y que utilizó sobre todo en su etapa dentro de UNIT.

## Producción
La lectura del episodio se hizo el 20 de marzo de 2014. El rodaje comenzó poco después, el 24 de marzo en Bute Street y Lloyd George Avenue, en Cardiff. El rodaje continuó en The Maltings, en la Bahía de Cardiff, y en el antiguo St Illtyd's Boys' College, Splott, el 4 de abril de 2014. También se rodaron escenas en la Holton Primary School en Barry, el 5 de abril. El rodaje principal terminó el 11 de abril de 2014, y la escena final se rodó el 11 de junio de 2014.

## Recepción
El episodio recibió críticas positivas. Richard Beech de The Mirror le dio 4 estrellas sobre 5, calificándolo de "divertido, ligero, y entretenido de principio a fin", y alabó la rutina cómica de Capaldi. Ceri Radford de The Telegraph también le dio 4 estrellas sobre 5, y alabó la interpretación de Capaldi. Simon Brew de Den of Geek lo llamó "probablemente uno de los mejores (de la octava temporada)". También alabó los elementos cómicos del episodio, y alabó las capacidades narrativas de Roberts. Alabó a Coleman y Anderson llamándolos "excelentes", y diciendo que fue su "mejor interpretación de la temporada". Morgan Jeffery de Digital Spy hizo una crítica positiva del episodio, calificándolo de "divertido, cálido y emotivo". Sin embargo fueron críticos con el tratamiento del Blitzer. Alabaron a Capaldi y su interpretación del Doctor, diciendo que es "la toma más compleja y variable del Señor del Tiempo que hemos visto desde la de Eccleston". Le dio 4 estrellas sobre 5.
Matt Risley de IGN le dio al episodio una crítica positiva, alabando la caracterización de Clara en esta temporada. Calificó The Caretaker como "satisfactorio a pesar de los ocasionales resbalones en la tontería de telenovela". Alabó la interpretación de los tres protagonistas, pero también criticó el diseño del Blitzer. En conjunto le dio al episodio un 7,9 sobre 10, diciendo "The Caretaker era emotivamente maravilloso y con diálogo dinámico", y lo calificó como una "victoria de Who".
Neela Debnath de The Independent le dio al episodio una crítica negativa, calificándolo como "Una aventura floja basada en la Tierra que no logra emocionar". Sin embargo alabó a Ellis George, calificándola como "una estrella en ciernes", y su inclusión en el episodio como "genial".